# Anne Garefino
Anne Garefino (née le 1er juillet 1959) est une productrice de télévision et du cinéma américaine. Elle est surtout connue comme la co-productrice exécutive (avec Trey Parker et Matt Stone) de la série d'animation South Park, et la co-productrice exécutive de la comédie musicale The Book of Mormon (avec Scott Rudin). Elle est aussi la productrice exécutive du film South Park, le film, qui a reçu une nomination aux Oscars pour la meilleure chanson originale. Elle a également été la productrice exécutive du film Team America, police du monde.
Elle a remporté quatre Emmy Awards pour son travail sur South Park, et a remporté à la fois un Tony Award et un Grammy Award pour son travail sur The Book of Mormon. Elle a reçu sept autres nominations aux Emmy Awards.

## Carrière
Anne Garefino a fait ses études à l’université de Boston et à l'American Film Institute.